# Priboj
Priboj (în sârbă Прибој, cu alfabetul latin[*]: Priboj) este un oraș situat în comuna Priboj din districtul Zlatibor al Serbiei, pe valea râului Lim. Potrivit recensământului din 2002 are o populație de 19.564 locuitori. A fost fondat în Evul Mediu în apropierea cetății Jagat, care se afla la poalele muntelui Bić.

## Geografie
Orașul Priboj este situat în extremitatea vestică a Serbiei centrale, lângă granița cu Muntenegru și Republika Srpska, în regiunea munților Stari Vlah, care fac parte din Alpii Dinarici. El este înconjurat din toate părțile de munți: munții Zlatibor la nord și nord-est, micul masiv Murtenica la est, munții Tara și începutul munților Zlatar la sud-est, muntele Pobijenik (1.423 m) la sud-vest și muntele Varda (din Bosnia și Herțegovina) la nord-vest. Fiind aplasat pe valea râului Lim, afluent Drinei, la 5 km de confluența sa cu râul Uvac, orașul se află în partea cea mai joasă a comunei Priboj, la o altitudine de 395 m. În amonte de oraș, la sud de satul Banja, a fost construit pe râul Lim un baraj de acumulare numit lacul Potpeć (în sârbocroată Potpećko jezero), cu o lungime de 20 km și o suprafață de 3,605 km2.

## Istorie
Nu departe de Priboj, în cătunul Jarmovac, au fost descoperite vestigii ale unor ateliere de confecționare a obiectelor din cupru care datează din vremurile preistorice, una dintre puținele instalații metalurgice de acest fel descoperite la sud de Sava și Dunăre. La rândul lor, izvoarele cu apă termală din Pribojska Banja erau cunoscute încă din vremea stăpânirii romane.
În zona actualului oraș au fost construite în perioada medievală mai multe fortărețe: Oštrik (lângă satul Čelice), Jagat (pe muntele Bić deasupra orașului Priboj), Ravanjski grad (la Crnetići), Ostro (la Kukurovići) și Sjeverin. Mănăstirea Banja a fost întemeiată în secolul al XII-lea pe vremea țarilor din dinastia Nemanjić, în aceeași perioadă cu Mănăstirea Mileševa. Orașul Priboj, construit la poalele cetății Jagat, este menționat pentru prima dată în 1448, într-un hrisov al regelui Frederic al III-lea, fiind înscris apoi în actele recensământului din 1463 ca făcând parte din nahija Dobrun și apoi, în 1485, ca sediu al aceleiași nahija. El a fost descris mai târziu de călătorul sloven Benedikt Kuripešić în 1530 și apoi de călătorul otoman Evliya Çelebi în 1662.
Poziția sa de graniță a determinat o dezvoltare economică rapidă a orașului, dar a făcut să fie distrus în momentul cuceririi otomane, sub stăpânirea austriecilor (în secolul al XVIII-lea), în timpul primei răscoale a sârbilor împotriva turcilor, în perioada Războaielor Balcanice, precum și în timpul Primului și al celui de-al Doilea Război Mondial. Până în 1912 a făcut parte din Turcia, iar în timpul Primului Război Balcanic a fost eliberat și anexat Regatului Serbiei. Orașul a suferit mari distrugeri în cursul celor două războaie mondiale. Poziția sa de graniță a făcut ca populația sa să scadă mult în timpul Războiului Civil din fosta Iugoslavie.

## Populație
În anul 2002 locuiau în Priboj 19.564 de persoane, din care 15.093 erau adulți, cu o vârstă medie de 36,4 ani (36 de ani la bărbați și 36,7 ani la femei). Existau în oraș 6.199 de familii, cu o medie de 3,16 persoane pe familie. Populația orașului era majoritar sârbă.
| An recensământ | Nr. locuitori |
| -------------- | ------------- |
| 1948           | 1.549         |
| 1953           | 1.902         |
| 1961           | 5.490         |
| 1971           | 13.034        |
| 1981           | 18.295        |
| 1991           | 21.949        |
| 2002           | 19.564        |

| Naționalitate | Locuitori |
| ------------- | --------- |
| Sârbi         | 13.386    |
| Bosniaci      | 4.538     |
| Muntenegreni  | 372       |
| Iugoslavi     | 90        |
| Croați        | 30        |
| Maghiari      | 15        |
| Macedoneni    | 12        |
| Albanezi      | 11        |
| Sloveni       | 7         |
| Bunievți      | 4         |
| Ruși          | 3         |
| Ucraineni     | 2         |
| Nedeclarați   | 38        |

Componența etnică a orașului Priboj
     Sârbi (68,42%)
     Bosniaci (27,78%)
     Muntenegreni (1,9%)
     Alți (1,9%)

## Economie
În 1953 a fost înființată fabrica de automobile din Priboj (în sârbă Фабрика Аутомобила Прибој), care este una dintre cele mai mari fabrici de automobile din Serbia modernă. Ea produce în principal autocamioane.

## Legături externe
- Site oficial
- Harta din satelit
- Harta orașului